# ميس يازو
ميس يازو (الاسم العلمي: Celtis jessoensis) هو نوع نباتي يتبع جنس الميس من فصيلة القنبية.